# Claudio Garella
Claudio Garella (Torino, 1955. május 16. – Torino, 2022. augusztus 12.) olasz labdarúgó, kapus.

## Pályafutása
1972–73-ban a Torino, 1973 és 1975 között a Casale, 1975–76-ban a Novara, 1976 és 1978 között a Lazio, 1978 és 1981 között a Sampdoria labdarúgója volt. 1981 és 1985 között a Hellas Verona, 1985 és 1988 között a Napoli csapatában szerepelt. A Veronával és a Napolival is egy-egy olasz bajnoki címet nyert. A nápolyi együttessel olasz kupagyőzelmet is szerzett. 1988 és 1990-ben az Udinese, 1990–91-ben az Avellino játékosa volt.

## Sikerei, díjai
Hellas Verona
- Olasz bajnokság (Serie A)
  - bajnok: 1984–85

 Napoli
- Olasz bajnokság (Serie A)
  - bajnok: 1986–87
- Olasz kupa (Coppa Italia)
  - győztes: 1987